# Нићифор Антиохијски
У Антиохији живљаху два присна пријатеља, учени свештеник Саприкије и обичан, прост грађанин Никифор. Њихово пријатељство некако се изврже у страшну међусобну мржњу. Богобојажљиви Никифор покушаваше више пута да се помири са свештеником, но овај то никако не хтеде. Када наста гоњење хришћана, свештеник Саприкије би на смрт осуђен и на губилиште изведен. Ожалошћени Никифор беше пристао за Саприкијем молећи га успут да му бар пред смрт опрости, и да се у миру растану: "Молим те, мучениче Христов", говораше Никифор, "опрости ми ако ти што сагреших!" Саприкије се не хте ни обазрети на свога супарника, него мирно и охоло корачаше ка смрти. Но видећи тврдост срца свештеникова, Бог му не хте примити мученичку жртву и увенчати га венцем, него му тајно одузе благодат. И у последњем тренутку Саприкије се пред џелатима одрече Христа и изјави да ће да се поклони идолима. Тако беше ослепљен мржњом! Никифор преклињаше Саприкија да се не одриче Христа. "О брате возљубљени, не чини то, не одричи се Господа нашег Исуса Христа, не губи венца небесног!" Но све узалуд. Саприкије оста при своме. Тада Никифор узвикну џелатима: "И ја сам хришћанин, посеците мене место Саприкија!" Џелати ово јавише судији, и судија им нареди да пусте Саприкија а да посеку Никифора. Радосно Никифор метну своју главу на пањ, и би посечен. И тако се удостоји царства и би увенчан бесмртним венцем славе. Ово се догодило 260. године у време цара Галијена. 
Српска православна црква слави га 9. фебруара по црквеном, а 22. фебруара по грегоријанском календару.
Велики део овог текста је преузет из охридског пролога светог владике Николаја Велимировића. Он не подлеже ауторским правима